# Penisola Pesčanyj
La penisola Pesčanyj (in russo полуостров Песчаный) si trova sulla costa occidentale del golfo dell'Amur (parte del mar del Giappone), opposta alla città di Vladivostok da cui dista 15 km. Situata nel Territorio del Litorale, nel Circondario federale dell'Estremo Oriente, amministrativamente è inclusa nel distretto urbano di Vladivostok.
La penisola è collegata al continente da un istmo e divide la baia Pesčanaja (a nord) dalla baia Melkovodnaja (a sud). L'altezza massima della penisola è di 177 m. Sulla penisola si trovano gli insediamenti di Beregovoe e Rybackij.